# Mike Ashley
Michael Raymond Donald Ashley (n. 1 octombrie 1948, Regatul Unit) este un scriitor britanic, bibliograf, redactor și editor de literatură science fiction, ficțiune de mister și fantasy.

## Lucrări scrise

### Seria de antologiiThe Mammoth Book
- The Mammoth Book of Short Horror Novels (1988)
- The Mammoth Book of Historical Whodunnits (1993)
- The Mammoth Book of Historical Detectives (1995)[4]
- The Mammoth Book of Fairy Tales (1997)
- The Mammoth Book of New Sherlock Holmes Adventures (1997)
- The Mammoth Book of Comic Fantasy (1998)
- The Mammoth Book of Arthurian Legends (1998)
- The Mammoth Book of British Kings and Queens (1998) Acesta a fost titlul din SUA al British Monarchs
- The Mammoth Book of Men o' War (1999)
- The Mammoth Book of Seriously Comic Fantasy (1999). În SUA publicată sub denumirea: The Mammoth Book of Comic Fantasy II
- The Mammoth Book of Sword and Honor (2000)
- The Mammoth Book of Locked Room Mysteries and Impossible Crimes (2000)
- The Mammoth Book of Awesome Comic Fantasy (2001)
- The Mammoth Book of Hearts of Oak (2001). În SUA publicată sub denumirea: The Mammoth Book of Sea Battles (2001)
- The Mammoth Book of Historical Whodunnits (Volume 2) (2001). În SUA publicată sub denumirea: The Mammoth Book of More Historical Whodunnits
- The Mammoth Book of Fantasy (2001)
- The Mammoth Book of Science Fiction (2002)
- The Mammoth Encyclopedia of Modern Crime Fiction (2002)
- The Mammoth Book of Egyptian Whodunnits (2002)
- The Mammoth Book of Roman Whodunnits (2003)
- The Mammoth Book of Roaring Twenties Whodunnits (2004)
- The Mammoth Book of Sorcerer's Tales (2004)
- The Mammoth Book of Comic Fantasy (2005)
- The Mammoth Book of New Jules Verne Adventures (2005) (cu Eric Brown)
- The Mammoth Book of King Arthur (2005)
- The Mammoth Book of Historical Whodunnits: Third New Collection (2005). În SUA publicată sub denumirea: The Mammoth Book of New Historical Whodunnits (2005)
- The Mammoth Book of Comic Fantasy: Fourth All-New Collection(2005). În SUA: The Mammoth Book of New Comic Fantasy
- The Mammoth Book of Extreme Science Fiction (2006)
- The Mammoth Book of Jacobean Whodunnits (2006)
- The Mammoth Book of Perfect Crimes and Impossible Mysteries (2006)
- The Mammoth Book of Dickensian Whodunnits (2007)
- The Mammoth Book of Extreme Fantasy (2008)
- The Mammoth Book of Mindblowing SF (2009). Criticată pentru că are lucrări doar ale unor scriitori caucazieni.[5]
- The Mammoth Book of Time Travel SF (2013)

### SeriaSmarties
- All the Incredible Facts You Ever Need to Know (1999). Ulterior împărțită în două cărți Wacky World (2001) și Hairy Humans (2001)
- Incredible Monsters (2000). Ulterior împărțită în două cărțis Beautiful Beasties (2001) și Deadly Dinosaurs (2001)

### SeriaStory of the Science Fiction Magazines
antologii republicate cu comentarii
- The History of the Science Fiction Magazine, Part One: 1926–1935 (1974)
- The History of the Science Fiction Magazine, Part Two: 1936–1945 (1975)
- The History of the Science Fiction Magazine, Part Three: 1946–1955 (1976)
- The History of the Science Fiction Magazine, Part Four: 1956–1965 (1978)

lucrări de referință revizuite și adăugite 
- The Time Machines. The Story of the Science-Fiction Pulp Magazines from the Beginning to 1950 (2000)
- Transformations. The Story of the Science Fiction Magazines from 1950 to 1970 (2005)
- Gateways to Forever. The Story of the Science-Fiction Magazines from 1970 to 1980 (2007)
- Science Fiction Rebels: The Story of the Science-Fiction Magazines from 1981 to 1990 (2016)

### Alte lucrări de referință
- Who's Who in Horror and Fantasy Fiction (1977)
- Fantasy Readers' Guide No. 1: The John Spencer Fantasy Publications (1979)
- The Seven Wonders of the World (1979)
- Fantasy Readers' Guide No. 2: The File on Ramsey Campbell (1980)
- The Complete Index to Astounding/Analog (1981)
- The Writings of Barrington J. Bayley (1981)
- The Illustrated Book of Science Fiction Lists (1982)
- Monthly Terrors (1985) (cu Frank H. Parnell)
- Science Fiction, Fantasy and Weird Fiction Magazines (1985) (cu Marshall B. Tymn)
- Algernon Blackwood: A Bio-Bibliography (1987)*
- The Work of William F. Temple (1994)
- The Supernatural Index (1995) (cu William G. Contento)
- The Life and Times of King Arthur (1996)
- British Monarchs (1998). În SUA publicată sub denumirea: The Mammoth Book of British Kings and Queens. Reeditată ca A Brief History of British Kings and Queens (2002)
- Starlight Man: The Extraordinary Life of Algernon Blackwood (2001). În SUA publicată sub denumirea: Algernon Blackwood: An Extraordinary Life.
- The Gernsback Days: The Evolution of Modern Science Fiction from 1911–1936 (2004) (cu Robert A. W. Lowndes)
- The Age of the Story Tellers: British Popular Fiction Magazines 1880–1950 (2006)
- Taking Liberties (2008)
- Out of This World: Science Fiction But Not As You Know It (2011)

### Antologii despreRegele Arthur
- The Pendragon Chronicles: Heroic Fantasy from the Time of King Arthur (1990)
- The Camelot Chronicles: Heroic Adventures from the Time of King Arthur (1992)
- The Merlin Chronicles (1995)
- Chronicles of the Holy Grail (1996). Republicată ca Quest for the Holy Grail (1997).
- The Chronicles of the Round Table (1997).  Republicată ca Tales of the Round Table (1997).

### Alte antologii sau colecții de povestiri ale unui singur autor
- Souls in Metal: an Anthology of Robot Futures (1977)
- Weird Legacies (1977)
- SF Choice '77 (1977)
- The Best of British SF in 2 volumes (1977)
- Mrs. Gaskell's Tales of Mystery and Horror (1978)
- Jewels of Wonder (1981)
- Algernon Blackwood's Tales of the Supernatural (1983)
- Crypt of Cthulhu #62 (1989). Dedicată lui Robert A. W. Lowndes.
- Robert E. Howard's World of Heroes (1989)
- The Magic Mirror: Lost Supernatural and Mystery Stories by Algernon Blackwood (1989)
- When Spirits Talk (1990)
- The Giant Book of Myths and Legends (1995)
- Classical Stories (1996). Rvizuită și adăugită ca The Giant Book of Heroic Adventure Stories (1997)
- Classical Whodunnits: Murder And Mystery from Ancient Greece And Rome (1996)
- Space Stories (1996). În SUA publicată sub denumirea: The Random House Book of Science Fiction Stories (1997)
- Fantasy Stories (1996). În SUA publicată sub denumirea: The Random House Book of Fantasy Stories (1997)
- Shakespearean Whodunnits (1997)
- Shakespearean Detectives (1998)
- Royal Whodunnits: Tales of Right, Royal Murder And Mystery (1999)
- Phantom Perfumes and Other Shades: Memories of Ghost Stories Magazine (2000)
- A Haunting Beauty (2000). Collection of stories by Charles Birkin.
- The Merriest Knight: The Collected Arthurian Tales of Theodore Goodridge Roberts (2001)
- The Mirror and Other Strange Reflections (2002). Povestiri de Arthur Porges.
- Thing of Darkness (2006). Povestiri de G. G. Pendarves, co-editată cu John Pelan.
- Great American Ghost Stories (2008)
- Unforgettable Ghost Stories by Women Writers (2008)
- Dreams and Wonders: Stories from the Dawn of Modern Fantasy (august 2010, ISBN: 0-486-47775-4)
- The Duel of Shadows: The Extraordinary Cases of Barnabas Hildreth (2011) de Vincent Cornier
- Lost Mars: Stories from the Golden Age of the Red Planet (University of Chicago Press, 2018, ISBN: 978-0-226-57508-7)

## Legături externe
- Mike Ashley la Internet Speculative Fiction Database